# Estação Ferroviária de Lousal
A Estação Ferroviária de Lousal, originalmente denominado de Louzal, é uma interface da Linha do Sul, que serve a localidade de Lousal, no concelho de Grândola, em Portugal.

## Caracterização

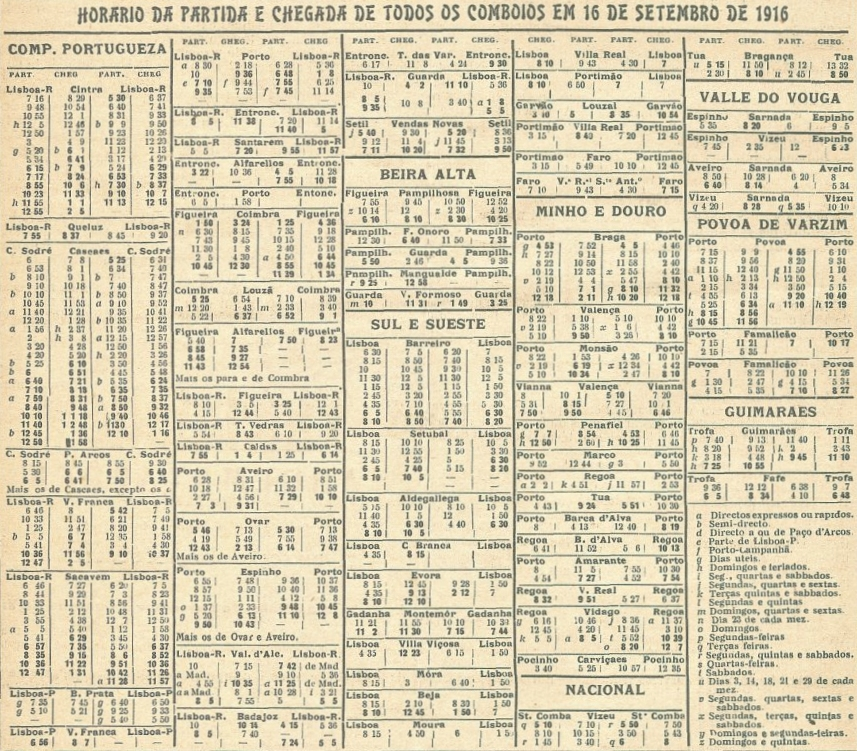
Neste horário de 1916, a estação surge com o nome de Louzal.

Em Janeiro de 2011, contava com duas vias, ambas com 407 m de comprimento; só tinha uma plataforma, com 68 m de comprimento, e 70 cm de altura.

## História
O tramo da Linha do Sado entre Alvalade e Lousal entrou ao serviço no dia 1 de Agosto de 1915.
Em 16 de Setembro desse ano, foi noticiado que já estava em obras a secção entre o Lousal e Alcácer do Sal, prevendo-se a sua abertura para Março de 1916. Em 1 de Julho de 1916, foi anunciada para breve a abertura do troço de Lousal a Grândola. No entanto, o troço seguinte a entrar ao serviço foi só até Canal-Caveira, em 20 de Setembro de 1916.
A Linha do Sado foi terminada com a abertura ao serviço entre Setúbal e Alcácer do Sal, em 25 de Maio de 1920. Após a conclusão da Linha do Sado, o grupo SAPEC iniciou a exploração das minas do Lousal em meados da década de 1930, uma vez que desta forma já podia exportar a sua produção para o estrangeiro.
Em 1934, a Comissão Administrativa do Fundo Especial de Caminhos de Ferro aprovou a instalação de uma báscula de 40 t em Lousal.
Em 1944, algumas das locomotivas da Série 0201 a 0224 da CP foram transferidas para o depósito do Barreiro, tendo um dos seus serviços regulares sido rebocar os comboios de minério desde o Lousal até às instalações da SAPEC em Setúbal e ao Barreiro.
Em 1955, o Lousal era uma das estações portuguesas que recebia mais tráfego de comboios vindo de ramais particulares, estando apenas atrás do Barreiro em termos de vagões saídos e toneladas expedidas.